# Andrzej Chmura
Andrzej Mateusz Chmura (ur. 20 lipca 1953 w Warszawie) – polski lekarz-naukowiec, specjalista 2° chirurgii ogólnej i 2° transplantologii klinicznej, profesor i były kierownik Katedry i Kliniki Chirurgii Ogólnej i Transplantacyjnej Warszawskiego Uniwersytetu Medycznego.

## Życiorys
W 1980 ukończył studia na Wydziale Lekarskim Akademii Medycznej w Warszawie. W 1990 uzyskał tytuł doktora nauk medycznych na podstawie rozprawy Okołooperacyjne stosowanie cefoperazonu w chirurgii dróg żółciowych i żołądka (promotor: prof. W. Rowiński), a w 2003 dysertacją Opracowanie zasad kwalifikacji i przygotowania do zabiegu przeszczepienia nerki u chorych z zaburzeniami dolnego odcinka dróg moczowych uzyskał stopień naukowy doktora habilitowanego nauk medycznych w zakresie medycyny. Od 2010 profesor tytularny.
W 1984 uzyskał specjalizację z chirurgii ogólnej st. I, a 6. lat później st. II. Specjalizował się także z transplantologii klinicznej (2003).
Od 2004 pełni funkcję Konsultanta Wojewódzkiego w dziedzinie Transplantologii Klinicznej. 
Założyciel w 2005 Polskiego Stowarzyszenia Sportu po Transplantacji, pierwszej organizacji zrzeszającej sportowców po przeszczepieniu narządów z całej Polski.
W 2008 dokonał z wraz z zespołem pierwszego w Polsce endoskopowego allo- i autogenicznego przeszczepienia wysp trzustkowych, a w 2015 pierwsze w Polsce łańcuchowe przeszczepienie nerek.
W 2015 znalazł się na liście 100 najbardziej wpływowych osób z zakresu ochrony zdrowia (w kategorii: medycyna), tworzonej przez Puls Medycyny.

## Przynależność do towarzystw i organizacji
- Polskie Towarzystwo Transplantacyjne (2005-2007 członek komisji rewizyjnej, od 2007 członek Zarządu);
- Polskie Towarzystwo Chirurgiczne;
- Polskie Towarzystwo Hepatologiczne;
- European Society for Organ Transplantation.

## Nagrody i odznaczenia
- 1988 – Srebrny Krzyż Zasługi;
- 2001 – Złoty Krzyż Zasługi;
- 2003 – Nagroda zespołowa II stopnia za cykl prac dotyczących rozpoznawania, monitorowania i oceny przebiegu klinicznego zakażenia wirusem cytomegalii u biorców nerki allogennej;
- 2005 – Krzyż Kawalerski Orderu Odrodzenia Polski;
- 2008 – Naukowa nagroda zespołowa I stopnia za wdrożenie programu auto i allogenicznego przeszczepienia wysp trzustkowych.
- 2009 – Nagroda Prezesa Rady Ministrów RP za wybitne osiągnięcie naukowo-techniczne, którego wdrożenie przyniosło wymierny efekt ekonomiczny (za pracę Wpływ ciągłej perfuzji pulsacyjnej w hipotermii na przeżywalność allogennego przeszczepu nerkowego.

Otrzymał także jako autor i współautor 10 wyróżnień za prace prezentowane na zjazdach krajowych (4) i zagranicznych (6).